# Anemometer Hill
Der Anemometer Hill ist mit 25 m die höchste Erhebung der Stonington-Insel in der Marguerite Bay im Westen Grahamlands. Der Hügel liegt gut 110 Meter nordöstlich nordöstlich der Fishtrap Cove.
Kartiert wurde er während der United States Antarctic Service Expedition (1939–1941), deren östliches Basislager (East Base) sich auf der Stonington-Insel befand. Der UK Antarctic Place-Names Committee benannte ihn so, weil der Hügel im Jahr 1961 als Standort für ein Anemometer diente.